# Premios Emmy Internacional de Asuntos y Noticias
El Premio Emmy Internacional de Asuntos y Noticias (en inglés: International Emmy Awards Current Affairs & News) es otorgado por la Academia Internacional de Artes y Ciencias de la Televisión (IATAS) en reconocimiento a la excelencia en la cobertura de noticias internacionales. Los premios se entregan actualmente durante los Premios Emmy de Noticia y Documental, organizados por la Academia Nacional de Artes y Ciencias de la Televisión (NATAS) en asociación con la IATAS.

## Ganadores

### Noticias
| Año  | Ganador                                                                | País                   | Red de televisión                |
| ---- | ---------------------------------------------------------------------- | ---------------------- | -------------------------------- |
| 1999 | Dispatches: A Witness to Murder                                        | Reino Unido            | Channel 4                        |
| 1999 | Kosovo — Liberation Day                                                | Reino Unido            | Sky News                         |
| 1999 | A Discussion With President Clinton                                    | Japón                  | Tokyo Broadcasting System        |
| 2000 | 2000 Cheias em Moçambique                                              | Reino Unido            | ITV News                         |
| 2000 | Correspondent: Inside Chechnya                                         | Reino Unido            | BBC News                         |
| 2000 | Zone Interdite, Chile: Torturers Running Free                          | Francia                | M6                               |
| 2002 | Fall of Kabul                                                          | Reino Unido            | BBC News                         |
| 2002 | September 11                                                           | Brasil                 | Rede Globo                       |
| 2002 | Attack on America                                                      | Reino Unido            | ITV News                         |
| 2002 | Terror Against America                                                 | Alemania               | RTL Television                   |
| 2003 | The Fall of Saddam                                                     | Reino Unido            | Channel 4                        |
| 2003 | Looting at Baghdad Museum                                              | Francia                | France 2                         |
| 2003 | Gulf War II                                                            | Reino Unido            | AP Television                    |
| 2003 | Radioactive Ammunitions: Deployed Again Despite Scientists' Warnings   | Alemania               | ARD/Westdeutscher Rundfunk       |
| 2004 | The Madrid Bombing                                                     | Reino Unido            | Channel 4                        |
| 2004 | Liberia                                                                | Reino Unido            | Sky News                         |
| 2004 | Good Morning Japan: Eclipse in the Antarctic                           | Japón                  | NHK                              |
| 2004 | News 7: Terrorist Bombing of UN Headquarters in Iraq                   | Japón                  | NHK                              |
| 2005 | Boxing Day Tsunami and Beslan school siege                             | Reino Unido            | Associated Press Television News |
| 2005 | Return to Beslan                                                       | Países Bajos           | NCRV                             |
| 2005 | Re-election of George W. Bush                                          | Brasil                 | Rede Globo                       |
| 2005 | Tsunami - Seven Days that Shook the Worldcoverage                      | Reino Unido            | ITV News                         |
| 2006 | London Bombings July 7th, 2005                                         | Reino Unido            | Sky News                         |
| 2006 | Hunting for Taliban                                                    | Países Bajos           | NOVA/NPS/VARA Television         |
| 2006 | Summit of the Americas                                                 | Argentina              | Canal 13                         |
| 2006 | The First Mehlis Report on Hariri’s Murder                             | Emiratos Árabes Unidos | Arabiya TV                       |
| 2007 | Lebanon Crisis                                                         | Reino Unido            | BBC News                         |
| 2007 | The Subic Rape Case Promulgation                                       | Filipinas              | ABS-CBN                          |
| 2007 | Caravana JN – Elections                                                | Brasil                 | Rede Globo                       |
| 2007 | Tibetans at the Chinese Border                                         | Rumania                | Pro TV                           |
| 2008 | Any Idea of What Your Kid is doing Right Now?                          | Rumania                | Pro TV News                      |
| 2008 | Popular Uprising in Myanmar & Military Crackdown                       | Catar                  | Al Jazeera                       |
| 2008 | Zimbabwe – The Tyranny and the Tragedy                                 | Reino Unido            | ITV News                         |
| 2008 | TAM Accident                                                           | Brasil                 | Rede Globo                       |
| 2009 | China Earthquake                                                       | Reino Unido            | ITV News                         |
| 2009 | Eloá’s Story                                                           | Brasil                 | Rede Globo                       |
| 2009 | South Ossetian War                                                     | Ucrania                | Inter TV channel                 |
| 2009 | Russia-Georgia War                                                     | Catar                  | Al Jazeera                       |
| 2010 | Pakistan-Terrors' Front Line                                           | Reino Unido            | Sky News                         |
| 2010 | Gaza War                                                               | Catar                  | Al Jazeera                       |
| 2010 | Blackout in Brazil                                                     | Brasil                 | Rede Globo                       |
| 2010 | Extended News Coverage on Obama's Visit to Russia                      | Rusia                  | RT Channel                       |
| 2011 | Guerra contra as drogas                                                | Brasil                 | Rede Globo                       |
| 2011 | Volcano Eruption at Eyjafjallajokull                                   | Islandia               | Ríkisútvarpið (RÚV)              |
| 2011 | Inside the Taliban                                                     | Reino Unido            | Sky News                         |
| 2011 | Manila Hostage Crisis                                                  | Filipinas              | ABS-CBN                          |
| 2012 | Great East Japan Earthquake Emergency News                             | Japón                  | NHK                              |
| 2012 | Rains in the Mountain Region of Rio de Janeiro                         | Brasil                 | Rede Globo                       |
| 2012 | The Fall of Tripoli                                                    | Catar                  | Al Jazeera                       |
| 2012 | Occupy The World                                                       | Rusia                  | RT Channel                       |
| 2013 | The Battle for Homs                                                    | Reino Unido            | Channel 4                        |
| 2013 | Collapse in Rio                                                        | Brasil                 | Rede Globo                       |
| 2013 | Romania Buried in Snow                                                 | Rumania                | ProTV                            |
| 2013 | Typhoon Pablo                                                          | Filipinas              | GMA Network                      |
| 2014 | Syria's Descent                                                        | Reino Unido            | Channel 4                        |
| 2014 | Fire in a Nightclub                                                    | Brasil                 | Rede Globo                       |
| 2014 | Guantanamo Hunger Strike Coverage                                      | Rusia                  | RT News Channel                  |
| 2014 | Most Powerful Storm                                                    | Filipinas              | ABS-CBN                          |
| 2015 | The Ebola Effect (Ebola Outbreak in West Africa)                       | Canadá                 | CBC                              |
| 2015 | The Buck Stops Here - Srinagar Floods Coverage                         | India                  | NDTV                             |
| 2015 | De Dag van Nationale Rouw                                              | Países Bajos           | NOS Broadcasting                 |
| 2015 | La muerte de Eduardo Campos                                            | Brasil                 | TV Globo                         |
| 2016 | Crisis migratoria en Europa                                            | Reino Unido            | Sky News                         |
| 2016 | Cobertura del terremoto de Nepal                                       | Catar                  | Al Jazeera English               |
| 2016 | Asamblea General de la ONU: Cobertura especial                         | Rusia                  | Russia Today                     |
| 2016 | Brote de virus Zika en Brasil                                          | Brasil                 | TV Globo                         |
| 2017 | Inside Aleppo - Battle for Aleppo                                      | Reino Unido            | Channel 4 News/ITN               |
| 2017 | Jornal Nacional - Escândalo Ryan Lochte                                | Brasil                 | Rede Globo                       |
| 2017 | Le Journal - Paris/Jaffa - Convención Nacional del Partido Republicano | Francia                | i24NEWS                          |
| 2017 | TV Patrol - Super Typhoon Lawin's Trail of Damage                      | Filipinas              | ABS-CBN                          |
| 2018 | Crise dos refugiados rohingya                                          | Reino Unido            | Sky News                         |
| 2018 | Rebelião na penitenciária de Alcaçuz                                   | Brasil                 | Rede Globo/GloboNews             |
| 2018 | Crisis diplomática en Qatar                                            | Catar                  | Al Jazeera English               |
| 2018 | #MosulSOS                                                              | Rusia                  | RT News Channel                  |
| 2019 | Data, Democracy and Dirty Tricks: The Cambridge Analytica scandal      | Reino Unido            | ITN/Channel 4 News               |
| 2019 | Indonesia: Sulawesi Earthquake and Tsunami                             | Catar                  | Al Jazeera English               |
| 2019 | The Murder of Marielle Franco                                          | Brasil                 | TV Globo/GloboNews               |
| 2019 | Siberia Fire: Kemerovo Tragedy                                         | Rusia                  | RT International                 |
| 2020 | Hong Kong Year Of Living Dangerously                                   | Reino Unido            | ITN/Channel 4 News               |
| 2020 | RJ2: Ghost Staff                                                       | Brasil                 | TV Globo                         |
| 2020 | Russian Jet Crash-Landing in Moscow: Timeline and Survivors            | Rusia                  | RT International                 |
| 2020 | The Battle for Burkina Faso                                            | Catar                  | Al Jazeera English               |
| 2021 | A Warning from Italy                                                   | Reino Unido            | Sky News                         |
| 2021 | Beirut Blast                                                           | Catar                  | Al Jazeera English               |
| 2021 | Jornal Nacional: COVID-19 no Brasil                                    | Brasil                 | TV Globo                         |
| 2021 | Nagorno-Karabakh War: Bloodshed and Path to Ceasefire                  | Rusia                  | RT (ANO TV-Novosti)              |

### Asuntos de actualidad
| Año  | Ganador                                                | País         | Red de televisión                  |
| ---- | ------------------------------------------------------ | ------------ | ---------------------------------- |
| 2007 | Baghdad: A Doctor's Story                              | Reino Unido  | BBC Two                            |
| 2007 | The Candelária Slaughter                               | Brasil       | Rede Globo                         |
| 2007 | The Path of the Cocaine Leaf                           | Argentina    | Cuatro Cabezas                     |
| 2007 | The Zone of Love                                       | Rusia        | TV channel Russia                  |
| 2008 | Peter R. de Vries – Natalee Holloway                   | Países Bajos | SBS Broadcasting/Endemol Nederland |
| 2008 | The fifth estate – Cruel Camera                        | Canadá       | Canadian Broadcasting Corporation  |
| 2008 | Hot Line – Césio 137                                   | Brasil       | Rede Globo                         |
| 2008 | Witness – Red Mosque                                   | Catar        | Al Jazeera                         |
| 2009 | Saving Africa’s Witch Children                         | Reino Unido  | Channel 4                          |
| 2009 | Return to Nablus                                       | Catar        | Al Jazeera                         |
| 2009 | Kindersklaven                                          | Alemania     | Westdeutscher Rundfunk             |
| 2009 | Babies Traffic                                         | Argentina    | Eyeworks Cuatro Cabezas            |
| 2010 | Dispatches - Pakistan's Taliban Generation             | Reino Unido  | Channel 4                          |
| 2010 | Tuesday Report: Child Abduction                        | Hong Kong    | Television Broadcasts              |
| 2010 | Enquete: The Ultimate Forgiveness                      | Canadá       | Ici Radio-Canada Télé              |
| 2010 | Telenoche: Glaciers, The First Veto                    | Argentina    | Canal 13                           |
| 2011 | Back from the Brink: Inside the Chilean Mine Disaster  | Japón        | NHK                                |
| 2011 | The Assassination of Jean Charles Meneses              | Brasil       | Discovery Networks Latin America   |
| 2011 | Cambodia - A Quest for Justice                         | Reino Unido  | UNTV                               |
| 2011 | Unter Piraten                                          | Alemania     | GmbH                               |
| 2012 | Haiti's Orphans: One Year After the Earthquake         | Canadá       | CBC Television                     |
| 2012 | Children and Drugs: A Childhood Overtaken by Addiction | Brasil       | Rede Globo                         |
| 2012 | China Dolls - Fragile Bodies, Strong Minds             | Hong Kong    | Phoenix Satellite Television       |
| 2012 | The Merciless Traffic in the Flight From Africa        | Alemania     | infoNetwork GmbH                   |
| 2013 | Banaz: An Honour Killing                               | Reino Unido  | ITV                                |
| 2013 | Enawenê-nawê – The spirit-men                          | Brasil       | Rede Globo                         |
| 2013 | I-Witness – Alkansiya (Piggy Bank)                     | Filipinas    | GMA Network                        |
| 2013 | ZDFzoom – The Fukushima Lie                            | Alemania     | ZDF                                |
| 2014 | The fifth estate: Made in Bangladesh                   | Canadá       | Canadian Broadcasting Corporation  |
| 2014 | The Long Journey Home                                  | Rumania      | Antena 3                           |
| 2014 | Journalism for All - The Route of the K-Money          | Argentina    | Canal 13                           |
| 2014 | Sunday Report - One Child Policy                       | Hong Kong    | Television Broadcasts (TVB)        |